# InterPlanetary File System
L'InterPlanetary File System (IPFS) è un protocollo di comunicazione e una rete peer-to-peer per l'archiviazione e la condivisione di dati in un file system distribuito. 
IPFS permette la distribuzione di contenuti accessibili da software dedicati o da browser come Brave o altri con aggiunta di opportuni add-on: se però il contenuto viene modificato tale modifica non viene ridistribuita, a differenza di software come Resilio (precedentemente noto come BitTorrent Sync), ma deve essere condiviso un nuovo file o cartella con relativo nuovo indirizzo.
L'IPFS utilizza uno spazio di archiviazione associativo per identificare univocamente ogni file in uno spazio di nomi globale che connette tutti i dispositivi di calcolo.